# Prodoretus pilosus
Prodoretus pilosus är en skalbaggsart som beskrevs av Eugène Benderitter 1928. 
Prodoretus pilosus ingår i släktet Prodoretus och familjen Rutelidae. Inga underarter finns listade i Catalogue of Life.